# 蘇丹伊德里斯沙阿二世清真寺
4°35′47.4″N 101°04′32.4″E / 4.596500°N 101.075667°E
蘇丹伊德里斯沙阿二世清真寺是馬來西亞霹靂州的州立清真寺，位於首府怡保，怡保火車站附近。
1966年動工，1968年落成，並於1978年9月由時任蘇丹伊德里斯‧沙阿二世揭幕，以慶祝他五十四歲華誕。工程耗資184萬令吉。
清真寺樓高兩層，有44個穹頂，宣禮塔有125英呎高。